# Кино Mail
Кино Mail (ранее — Кино Mail.ru и Афиша Mail.ru) — русскоязычный агрегатор видеосервисов, принадлежащий компании VK. В сентябре 2014 года запущена новая версия, основной аудиторией которой являются кинолюбители. Пользователям доступен удобный поиск и выбор видео, крупнейшая в рунете база легальных фильмов и сериалов, тематические подборки, календарь кинопремьер, расписание киносеансов и другие сервисы. Ежемесячная аудитория проекта — 6,1 млн человек (по данным Mediascope на апрель 2020 года).
Партнёрами Кино Mail являются онлайн-кинотеатры: Okko, Иви, Amediateka, ShowJet, Кино1ТВ, НТВ, «Россия 1», Tvigle и Rutube. База видеоконтента насчитывает более 17 тыс. зарубежных и отечественных фильмов, сериалов и телешоу.
Фильмы и сериалы можно смотреть на всей территории России, часть контента доступна в СНГ.

## История

### 2000 год
«Афиша Mail.ru» появилась в конце 2000 года как проект о развлечениях в городе.

### 2005 год
В декабре 2005 года состоялся перезапуск проекта. Впервые появились расписания, «Афиша Mail.ru» стала сервисом для планирования досуга.

### 2008 год
В феврале 2008 года появилась первая мобильная версия сайта.
В ноябре 2008 года «Афиша Mail.ru» обновила свой дизайн. Главная страница была полностью переработана, появились новые блоки и разделы, в числе которых «Главное на этой неделе», «Расписание событий», «Новые трейлеры».

### 2010 год
В марте 2010 года на проекте «Афиша Mail.ru» появился сервис заказа билетов на концерты и спектакли.

### 2011 год
В конце 2011 года веб- и мобильные версии «Афиши Mail.ru» перезапустились в новом дизайне.
С сентября 2011 года на «Афише Mail.ru» совместно с компанией «Киноход» появился сервис по бронированию и онлайн-покупке билетов в кинотеатры.

### 2012 год
В июле 2012 «Афиша Mail.ru» появилась в Киеве.
В 2012 году на «Афише Mail.ru» появляются разделы фильмов и сериалов, которые можно смотреть онлайн.
С 2012 года «Афиша Mail.ru» сотрудничает с онлайн-кинотеатром Zoomby.ru

### 2013 год
В июле 2013 года «Афиша Mail.ru» появилась в Минске.
C 2013 года сотрудничает с крупнейшими российскими онлайн-кинотеатрами Tvigle, Megogo, Now.ru и видео-агрегатором Pladform.
В сентябре 2013 года «Афиша Mail.ru» появилась в Алматы.
В октябре 2013 года «Афиша Mail.ru» оптимизировала телепрограмму под touch-интерфейсы и retina-дисплеи.

### 2014 год
С апреля 2014 года пользователям «Афиши Mail.ru» доступен контент онлайн-кинотеатра Ivi, также подключен первый сервис, предоставляющий платный контент, — Play (сейчас известен как Okko).
В сентябре 2014 года проект «Афиша Mail.ru» перезапустился в новом дизайне, удобном для любителей кино. В новой версии пользователю предлагается поиск по видео и кинотеатрам, на внутренних страницах — «Календарь кинопремьер», подробная база фильмов, сериалов и телешоу, тематические подборки и новости кино.

### 2016 год
14 апреля 2016 года «Афиша Mail.ru» была переименована «Кино Mail.ru» и запустил новый плеер, позволяющий пользователям выбирать поставщика фильма или сериала.

### 2017 год
В июне 2017 года произошло объединение проектов «Кино Mail.ru» и «ТВ Mail.ru». Телепрограмма стала одним из разделов «Кино Mail.ru» с возможностью просмотра онлайн фильмов и сериалов, идущих на каналах ТВ.

### 2018 год
Запущен стриминг более 40 каналов Архивная копия от 30 октября 2020 на Wayback Machine. Эфир каналов осуществляется через плееры «Одноклассники» и «Витрина ТВ».

### 2019 год
В 2019 году запущены персональные уведомления для пользователей. Также перезапущена главная страница, подборки и страница фильмов. Сервис телепрограммы подключил нового поставщика данных – EPG Service.

### 2020 год
На «Кино Mail.ru» подключены новые видеосервисы: «МегаФон ТВ» и «Смотри Mail.ru». Запущен навык телепрограммы для Google Assistant Архивная копия от 31 октября 2020 на Wayback Machine и приложение телепрограммы VK.
Обновлен механизм персональных рекомендаций фильмов и запущен персональный канал в разделе «Телепрограмма». На страницах фильмов появилось сравнение цен разных онлайн-кинотеатров (14 сервисов).

## Сервисы
«Кино Mail.ru» является крупнейшим агрегатором онлайн-видео в рунете. Пользователям доступна база данных фильмов, сериалов и телешоу, включающая справочную информацию, краткое описание сюжета, даты премьер, актёрский состав, постеры, трейлеры, кадры, рецензии пользователей.
Некоторые фильмы, сериалы и телешоу запускаются онлайн прямо из раздела «ТВ программа». Что касается сериалов, новые эпизоды некоторых из них доступны пользователям «Кино Mail.ru» сразу после выхода в эфир, в тот же день или на следующие сутки.
На главной странице проекта пользователи могут осуществлять поиск фильмов, сериалов, и телешоу по жанру, стране-производителю и году выпуска. Чтобы определиться с фильмом или сериалом проект «Кино Mail.ru» составляет рейтинги и тематические подборки, а также обновляет календарь премьер кино и сериалов.
Пользователи могут купить билеты в кино в крупнейшие кинотеатры Москвы, Санкт-Петербурга, Екатеринбурга, Новосибирска, Челябинска, Казани, Нижнего Новгорода и Алматы.
Редакция проекта регулярно публикует новости, статьи, фотоленты и рецензии.